# Греневальд
49°39′40″ пн. ш. 6°10′52″ сх. д. / 49.66113° пн. ш. 6.18111° сх. д.
Греневальд (люксемб. Gréngewald, фр. Grünewald, нім. Grünewald) — відносно великий ліс у Люксембурзі, на північному сході від міста Люксембург. Площа 4500 га. Є найбільшим суцільним лісом Люксембургу. Належить державі (в той час, як чимало лісів в країні перебувають у приватній власності). Місце туризму. На території лісу розташовані витоки річок, від злиття яких беруть початок річки Шварц-Іернц і Вайс-Іернц.

## Опис
Ліс лежить на території комун Нідеранвен, Штайнсель і Вальферданж.
Серед рослин переважає бук. Омолодження відбувається природнім шляхом — з насіння дорослих дерев. Біля половини дерев є доволі старими — віком понад 140 років.
В лісі беруть початок річки Ренельбах (люксемб. Réngelbaach) і Шетцельбах (люксемб. Schetzelbaach), при злитті яких утворюється річка Вайс-Іернц, а також тут беруть початок річки Крібсебах (люксемб. Kriibsebaach) і Іернстербах (люксемб. Iernsterbaach), при злитті яких утворюється річка Шварц-Іернц. На території лісу знаходиться 20 джерел, що дають 15 % всієї питної води в країні. На західному краю лісу, поблизу Вальфер, пролягає підземний водопровід римських часів.

## Статус
У 2018 році Мінестерство оточуючого середовища почало процес надання лісу статусу охоронної території національного значення. Надання такого статусу має обмежити користування лісом, однак, як заявляє міністерство, туристи, бігуни та велосипедисти зможуть й надалі користуватися існуючою мережею доріжок. Захист певних ділянок лісу представляє національний інтерес, є важливим для збереження біорізноманіття. Заповідна територія складатиметься на 93 % території лісу (тобто 3500 га) і налічуватиме близько 200 типових видів рослин та понад 300 видів із червоного списку.

## Виноски
1. ↑  https://www.wort.lu/de/lokales/schutz-fuer-den-grengewald-5c09016c182b657ad3b9b2a6
2. 1 2  Jacques Ganser (9.12.2018). Kultur, Geschichte und Natur – das alles vereint der größte zusammenhängende Wald Luxemburgs. Mit der Klassierung als Schutzgebiet soll das einzigartige Erbe des Gréngewald nun erhalten bleiben. www.wort.lu. Luxemburger Wort. Архів оригіналу за 6 серпня 2020. Процитовано 3 січня 2021. Exklusiv für Abonnenten (люксемб.)
3. ↑  Le classement de la forêt verte située en bordure de capitale en zone d'intérêt national devrait être rapidement finalisé, assure le ministère de l'Environnement. www.wort.lu. Luxemburger Wort. 31.5.2019. Архів оригіналу за 6 серпня 2020. Процитовано 3 січня 2021. (фр.)